# Llista de medallistes olímpics mallorquins
| Esportista                    | Medalla | Disciplina            | Modalitat       | Jocs Olímpics  |
| Jordi Calafat Estelrich       | Or      | Vela                  | 470             | Barcelona 1992 |
| Francesc Soler Atencia        | Or      | Futbol                |                 | Barcelona 1992 |
| Gabriel Vidal Nova            | Or      | Futbol                |                 | Barcelona 1992 |
| Josep Lluís Ballester Tuliesa | Or      | Vela                  | Tornado         | Atlanta 1996   |
| Joan Llaneras Rosselló        | Or      | Ciclisme              | Cursa per punts | Sydney 2000    |
| Margalida Fullana Riera       | Bronze  | Ciclisme              | Camp a través   | Sydney 2000    |
| Joan Llaneras Rosselló        | Plata   | Ciclisme              | Cursa per punts | Atenes 2004    |
| Joan Llaneras Rosselló        | Or      | Ciclisme              | Cursa per punts | Pequín 2008    |
| Rafel Nadal Parera            | Or      | Tennis                | Individuals     | Pequín 2008    |
| Joan Llaneras Rosselló        | Plata   | Ciclisme              | Madison         | Pequín 2008    |
| Antoni Tauler Llull           | Plata   | Ciclisme              | Madison         | Pequín 2008    |
| Rudy Fernández                | Plata   | Bàsquet               |                 | Pequín 2008    |
| Rudy Fernández                | Plata   | Bàsquet               |                 | Londres 2012   |
| Brigitte Yagüe Enrique        | Plata   | Taekwondo             | Pes mosca       | Londres 2012   |
| Margalida Crespí Jaume        | Bronze  | Natació sincronitzada | Equips          | Londres 2012   |
| Rudy Fernández                | Bronze  | Bàsquet               |                 | Rio 2016       |
| Àlex Abrines                  | Bronze  | Bàsquet               |                 | Rio 2016       |
| Marcus Cooper                 | Or      | Piragüisme            |                 | Rio 2016       |
| Rafa Nadal                    | Or      | Tennis                |                 | Río 2016       |
| Joan Cardona Méndez           | Bronze  | Vela                  | Finn            | Tòquio 2020    |